# Campionati mondiali di biathlon 1997
I Campionati mondiali di biathlon 1997 si svolsero dal 1º al 9 febbraio a Osrblie, in Slovacchia. Nel programma venne introdotta la gara a inseguimento, sia maschile (12,5 km) sia femminile (10 km).

## Risultati

### Uomini

#### Sprint 10 km
| Posizione | Atleta               | Nazione     | Tempo   | Penalità |
| --------- | -------------------- | ----------- | ------- | -------- |
| 1         | Wilfried Pallhuber   | Italia      | 26:24,4 | 0        |
| 2         | René Cattarinussi    | Italia      | 26:41,2 | 1        |
| 3         | Aleh Ryžankoŭ        | Bielorussia | 26:42,7 | 2        |
| 4         | Patrick Favre        | Italia      | 26:46,2 | 2        |
| 5         | Jēkabs Nākums        | Lettonia    | 26:56,1 | 0        |
| 5         | Sergej Tarasov       | Russia      | 26:56,1 | 2        |
| 7         | Frank Luck           | Germania    | 27:03,7 | 1        |
| 8         | Ville Raikkönen      | Finlandia   | 27:05,8 | 0        |
| 9         | Atsushi Kazama       | Giappone    | -       |          |
| 9         | Ole Einar Bjørndalen | Norvegia    | -       |          |

1º febbraio

#### Inseguimento 12,5 km
| Posizione | Atleta               | Nazione     | Tempo   | Penalità |
| --------- | -------------------- | ----------- | ------- | -------- |
| 1         | Viktor Majgurov      | Russia      | 33:21,9 | 0        |
| 2         | Sergej Tarasov       | Russia      | 33:28,8 | 1        |
| 3         | Ole Einar Bjørndalen | Norvegia    | 33:32,1 | 2        |
| 4         | Vladimir Dračëv      | Russia      | 34:27,0 | 3        |
| 5         | Patrick Favre        | Italia      | 34:41,8 | 4        |
| 6         | Aleh Ryžankoŭ        | Bielorussia | 34:43,1 | 4        |
| 7         | Atsushi Kazama       | Giappone    | 34:44,2 | 3        |
| 8         | Ville Raikkönen      | Finlandia   | 34:52,6 | 1        |
| 9         | Frank Luck           | Germania    | -       |          |
| 10        | René Cattarinussi    | Italia      | -       |          |

2 febbraio

#### Individuale 20 km
| Posizione | Atleta               | Nazione     | Tempo   | Penalità |
| --------- | -------------------- | ----------- | ------- | -------- |
| 1         | Ricco Groß           | Germania    | 52:04,6 | 0        |
| 2         | Aleh Ryžankoŭ        | Bielorussia | 52:40,1 | 2        |
| 3         | Ludwig Gredler       | Austria     | 53:13,0 | 2        |
| 4         | Sergej Rožkov        | Russia      | 53:15,9 | 1        |
| 5         | Sven Fischer         | Germania    | 53:49,5 | 2        |
| 6         | Ole Einar Bjørndalen | Norvegia    | 54:03,3 | 3        |
| 7         | Ville Räikkönen      | Finlandia   | 54:06,8 | 1        |
| 8         | Jon Åge Tyldum       | Norvegia    | 54:13,8 | 1        |
| 9         | Steve Cyr            | Canada      | -       |          |
| 10        | János Panyik         | Ungheria    | -       |          |

7 febbraio

#### Staffetta 4x7,5 km
| Posizione | Nazione     | Atleti                                                                 | Tempo     | Penalità |
| --------- | ----------- | ---------------------------------------------------------------------- | --------- | -------- |
| 1         | Germania    | Ricco Groß Peter Sendel Sven Fischer Frank Luck                        | 1:17:42,5 | 0        |
| 2         | Norvegia    | Egil Gjelland Jon Åge Tyldum Dag Bjørndalen Ole Einar Bjørndalen       | 1:17:48,2 | 0        |
| 3         | Italia      | René Cattarinussi Wilfried Pallhuber Patrick Favre Pieralberto Carrara | 1:19:10,4 | 1        |
| 4         | Bielorussia | Aljaksej Ajdaraŭ Vadzim Sašuryn Aljaksandr Papoŭ Aleh Ryžankoŭ         | 1:19:25,9 | 1        |
| 5         | Francia     | Julien Robert Patrice Bailly-Salins Thierry Dusserre Raphaël Poirée    | 1:19:38,7 | 0        |
| 6         | Polonia     | Wiesław Ziemianin Tomasz Sikora Jan Ziemianin Wojciech Kozub           | 1:19:56,8 | 0        |
| 7         | Finlandia   | Ville Raikkönen Vesa Pöntiö Harri Eloranta Vesa Hietelahti             | 1:20:09,2 | 0        |
| 8         | Russia      | Viktor Majgurov Vladimir Dračëv Sergej Tarasov Pavel Rostovcev         | 1:20:09,6 | 0        |

9 febbraio

#### Gara a squadre
| Posizione | Nazione     | Atleti                                                             | Tempo   | Penalità |
| --------- | ----------- | ------------------------------------------------------------------ | ------- | -------- |
| 1         | Bielorussia | Vadzim Sašuryn Aleh Ryžankoŭ Aljaksandr Papoŭ Pëtr Ivaška          | 27:22,4 | 1        |
| 2         | Germania    | Mark Kirchner Frank Luck Peter Sendel Carsten Heymann              | 27:47,3 | 2        |
| 3         | Polonia     | Wiesław Ziemianin Jan Ziemianin Wojciech Kozub Tomasz Sikora       | 28:15,8 | 3        |
| 4         | Norvegia    | Halvard Hanevold Egil Gjelland Jon Åge Tyldum Ole Einar Bjørndalen | 28:23,0 | 2        |
| 5         | Slovenia    | Tomaž Globočnik Tomaž Žemva Janez Ožbolt Jože Poklukar             | 28:25,0 | 1        |
| 6         | Finlandia   | Harri Eloranta Tero Kosunen Ville Raikkönen Vesa Hietelahti        | 28:29,8 | 1        |
| 7         | Francia     | Raphaël Poirée Lionel Laurent Julien Robert Andreas Heymann        | 28:36,6 | 1        |
| 8         | Giappone    | Atsushi Kazama Kazumasa Takeda Hironaru Meguro Yukio Mochizuki     | 28:39,2 | 3        |

5 febbraio

### Donne

#### Sprint 7,5 km
| Posizione | Atleta                 | Nazione    | Tempo   | Penalità |
| --------- | ---------------------- | ---------- | ------- | -------- |
| 1         | Ol'ga Romas'ko         | Russia     | 21:16,8 | 1        |
| 2         | Alena Zubrylava        | Ucraina    | 21:59,5 | 1        |
| 3         | Magdalena Forsberg     | Svezia     | 22:11,8 | 2        |
| 4         | Soňa Mihoková          | Slovacchia | 22:15,1 | 0        |
| 5         | Gunn Margit Andreassen | Norvegia   | 22:19,4 | 1        |
| 6         | Ol'ga Mel'nik          | Russia     | 22:20,4 | 1        |
| 7         | Annette Sikveland      | Norvegia   | 22:22,1 | 2        |
| 8         | Nina Lemeš             | Ucraina    | 22:28,0 | 0        |
| 9         | Petra Behle            | Germania   | -       |          |
| 10        | Agata Suszka           | Polonia    | -       |          |

1º febbraio

#### Inseguimento 10 km
| Posizione | Atleta                 | Nazione  | Tempo   | Penalità |
| --------- | ---------------------- | -------- | ------- | -------- |
| 1         | Magdalena Forsberg     | Svezia   | 33:16,1 | 0        |
| 2         | Alena Zubrylava        | Ucraina  | 33:21,1 | 0        |
| 3         | Ol'ga Romas'ko         | Russia   | 33:34,5 | 1        |
| 4         | Uschi Disl             | Germania | 34:48,5 | 5        |
| 5         | Ol'ga Mel'nik          | Russia   | 34:51,6 | 1        |
| 6         | Ekaterina Dafovska     | Bulgaria | 34:54,6 | 0        |
| 7         | Gunn Margit Andreassen | Norvegia | 33:59,3 | 1        |
| 8         | Corinne Niogret        | Francia  | 35:02,8 | 1        |
| 9         | Petra Behle            | Germania | -       |          |
| 10        | Nadežda Talanova       | Russia   | -       |          |

2 febbraio

#### Individuale 15 km
| Posizione | Atleta                 | Nazione    | Tempo   | Penalità |
| --------- | ---------------------- | ---------- | ------- | -------- |
| 1         | Magdalena Forsberg     | Svezia     | 48:17,1 | 1        |
| 2         | Alena Zubrylava        | Ucraina    | 49:52,0 | 2        |
| 3         | Ekaterina Dafovska     | Bulgaria   | 50:41,1 | 2        |
| 4         | Corinne Niogret        | Francia    | 51:13,9 | 3        |
| 5         | Soňa Mihoková          | Slovacchia | 51:24,5 | 4        |
| 6         | Anna Volkova           | Russia     | 51:25,9 | 3        |
| 7         | Anne Briand            | Francia    | 51:30,8 | 4        |
| 8         | Valentyna Cerbe-Nesina | Ucraina    | 51:45,8 | 3        |
| 9         | Delphyne Burlet        | Francia    | -       |          |
| 10        | Olena Petrova          | Ucraina    | -       |          |

6 febbraio

#### Staffetta 4x7,5 km
| Posizione | Nazione     | Atlete                                                                       | Tempo     | Penalità |
| --------- | ----------- | ---------------------------------------------------------------------------- | --------- | -------- |
| 1         | Germania    | Uschi Disl Simone Greiner-Petter-Memm Katrin Apel Martina Zellner            | 1:28:36,9 | 0        |
| 2         | Norvegia    | Ann Elen Skjelbreid Anette Sikveland Liv Grete Poirée Gunn Margit Andreassen | 1:30:06,7 | 0        |
| 3         | Russia      | Ol'ga Mel'nik Galina Kukleva Nadežda Talanova Ol'ga Romas'ko                 | 1:30:09,7 | 0        |
| 4         | Francia     | Christelle Gros Delphyne Burlet Anne Briand Corinne Niogret                  | 1:31:19,2 | 1        |
| 5         | Ucraina     | Alena Zubrylava Olena Petrova Tetjana Vodopjanova Valentyna Cerbe-Nesina     | 1:31:58,1 | 0        |
| 6         | Kazakistan  | Inna Šeškil' Margarita Dulova Elena Dubok Ljudmila Gur'eva                   | 1:32:17,1 | 0        |
| 7         | Slovacchia  | Martina Halinárová Anna Murínová Marcela Pavkovčeková Soňa Mihoková          | 1:33:35,1 | 0        |
| 8         | Bielorussia | Natallja Ryžankova Natal'ja Permjakova Svetlana Belan Svjatlana Paramyhina   | 1:33:40,1 | 0        |

8 febbraio

#### Gara a squadre
| Posizione | Nazione    | Atlete                                                                        | Tempo   | Penalità |
| --------- | ---------- | ----------------------------------------------------------------------------- | ------- | -------- |
| 1         | Norvegia   | Liv Grete Poirée Ann Elen Skjelbreid Gunn Margit Andreassen Annette Sikveland | 22:01,8 | 1        |
| 2         | Russia     | Ol'ga Mel'nik Anna Volkova Nadežda Talanova Ol'ga Romas'ko                    | 22:27,1 | 2        |
| 3         | Ucraina    | Valentyna Cerbe-Nesina Tetjana Vodopjanova Olena Petrova Alena Zubrylava      | 22:32,5 | 2        |
| 4         | Slovacchia | Soňa Mihoková Anna Murínová Marcela Pavkovčeková Martina Halinárová           | 22:48,4 | 0        |
| 5         | Francia    | Christelle Gros Véronique Claudel Delphyne Burlet Emmanuelle Claret           | 22:54,6 | 3        |
| 6         | Finlandia  | Katja Holanti Mari Lampinen Sanna-Lena Perunka Tinam Mikkola                  | 23:09,0 | 2        |
| 7         | Polonia    | Halina Guńka Anna Stera-Kustusz Halina Piton Agata Suszka                     | 23:37,5 | 4        |
| 8         | Bulgaria   | Marija Manolova Pavlina Filipova Iva Karagiozova Ekaterina Dafovska           | 23:47,2 | 3        |

4 febbraio

## Medagliere per nazioni
| Posizione | Nazione     | Oro | Argento | Bronzo | Totale |
| --------- | ----------- | --- | ------- | ------ | ------ |
| 1         | Germania    | 3   | 0       | 0      | 3      |
| 2         | Russia      | 2   | 1       | 2      | 5      |
| 3         | Svezia      | 2   | 0       | 1      | 3      |
| 4         | Italia      | 1   | 1       | 1      | 3      |
| 5         | Ucraina     | 0   | 3       | 0      | 3      |
| 6         | Norvegia    | 0   | 2       | 1      | 3      |
| 7         | Bielorussia | 0   | 1       | 2      | 3      |
| 8         | Austria     | 0   | 0       | 1      | 1      |